# 홍콩야자

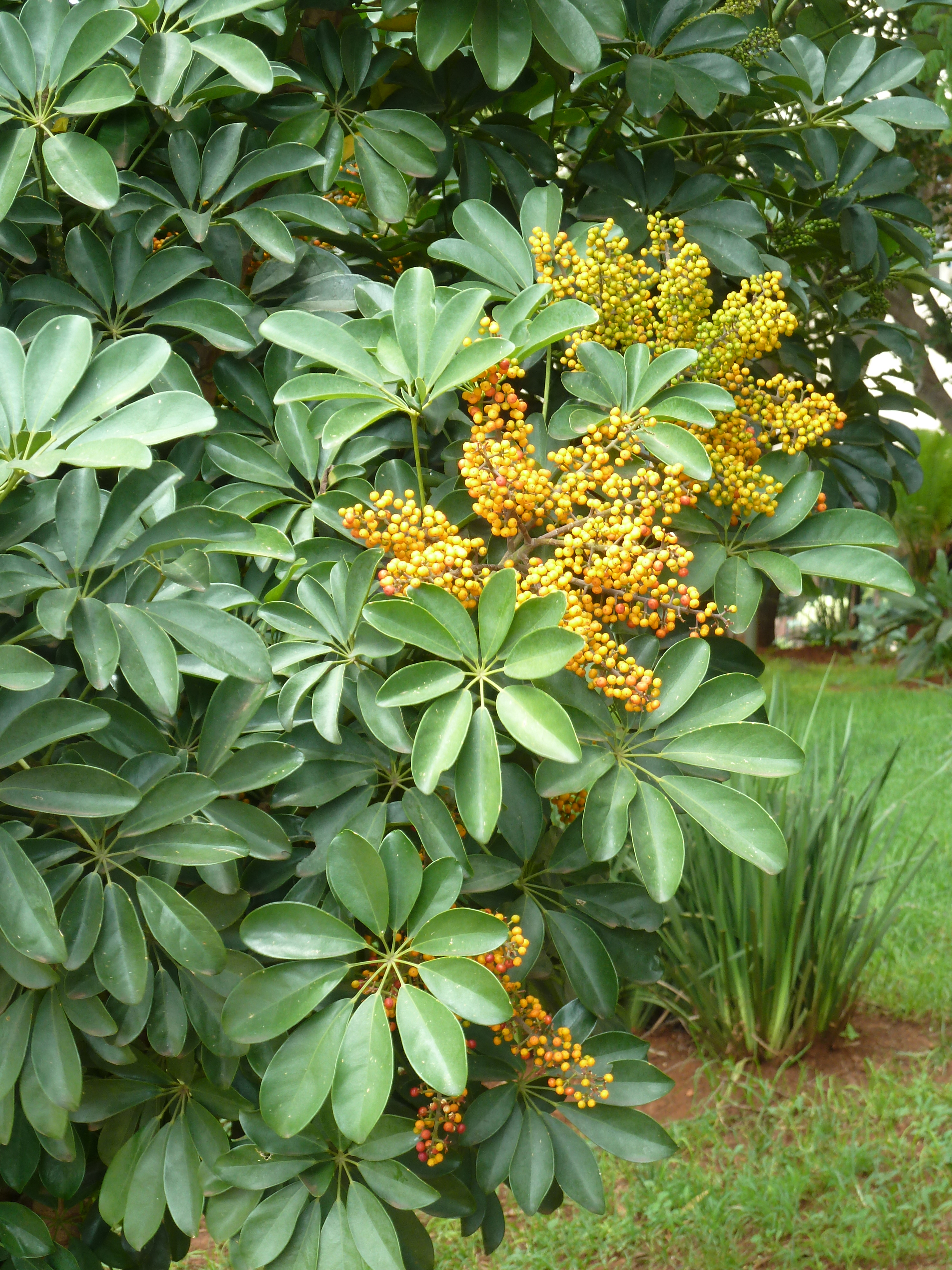

홍콩야자(Schefflera arboricola)는 중화민국, 중국 하이난성에서 자생하는 두릅나무과 속씨식물이다.
8~9미터 높이의 상록식물이다. 잎은 7~9장의 작은 잎으로 되어 있으며 이 잎들은 9~20센티미터 길이에 4~10센티미터 너비로 되어 있다.
열매는 핵과로서 지름은 약 5밀리미터이다.

## 분포
이 종은 오스트레일리아 북부 열대 지역, 파푸아뉴기니, 자와섬에서 자생한다.